# Gran Premio motociclistico di Teruel
Il Gran Premio motociclistico di Teruel è stato una delle prove che ha fatto parte del motomondiale 2020. 

## Storia
A causa della pandemia di COVID-19 la FIM ha dovuto modificare il calendario originale previsto per la stagione 2020 cancellando alcune tappe, posticipandone altre e inserendone alcune nuove (come il GP d'Andalusia sul circuito di Jerez de la Frontera il 26 luglio, il Gran Premio di Stiria con sede al circuito del Red Bull Ring il 23 agosto, il Gran Premio dell'Emilia Romagna e della Riviera di Rimini sul circuito di Misano Adriatico il 20 settembre e il Gran Premio d'Europa, che ritorna in calendario dopo 25 anni, con sede al circuito di Valencia l'8 novembre). Nel contesto di queste modifiche viene introdotto anche il GP di Teruel, che si è svolto il 25 ottobre 2020 sul ciudad del Motor de Aragón, una settimana dopo il Gran Premio d'Aragona.

## Risultati del Gran Premio
| Anno | Circuito         | Moto3               | Moto2             | MotoGP                     | Resoconto |
| ---- | ---------------- | ------------------- | ----------------- | -------------------------- | --------- |
| 2020 | Motorland Aragón | Jaume Masiá (Honda) | Sam Lowes (Kalex) | Franco Morbidelli (Yamaha) | Resoconto |